# 诺姆 (北达科他州)
诺姆（英語：Nome），是美国北达科他州下属的一座城市。根据2010年美国人口普查，该市有人口62人。